# Filip V. Španski
Filip V. Španski (Versailles, 19. december 1683 – Madrid, 9. julij 1746) je bil španski kralj. Vladal je od 16. novembra 1700 do svoje smrti leta 1746, s kratkim premorom med 16. januarjem in 5. septembrom 1724, ko je prestol prepustil svojemu sinu, Ludviku I., ki je kmalu po prevzemu oblasti, 31. avgusta 1724, umrl.
Kot pravnuk kralja Filipa IV. Španskega je imel nasledstvene pravice do španskega prestola in je nasledil svojega prastrica Karla II. Španskega, zadnjega iz vladavine Habsburžanov v Španiji.
Njegova vladavina je v celoti trajala 45 let in 3 dni in velja za najdaljši vladarski staž v zgodovini španske monarhije.

### Vladavina

#### Vzpon na oblast
Filip Burbonski, vojvoda Anžujski, se je rodil v Versaillesu kot drugi otrok Ludvika, Velikega Dauphina Francije (op. a. naziv za francoskega prestolonaslednika) in Marije Ane Bavarske. Kot šele drugi sin prestolonaslednika so bile njegove možnosti za njegov prevzem francoske oblasti majhne. Prav tako majhne pa so bile tudi možnosti prevzema španskega prestola, saj se je njegova babica odrekla nasledstvenim pravicam, da se je lahko poročila z bodočim francoskim kraljem. Poleg tega pa so takratni evropski kralji že bili podpisali sporazum, v katerem so kot naslednika v primeru smrti španskega kralja brez potomcev določili Jožefa Ferdinanda Bavarskega. Po nenadni smrti le-tega so evropski vladarji v novem sporazumu kot primernega naslednika določili avstrijskega nadvojvodo Karla, pravnuka Filipa III. Španskega. Pričakovali so, da ga bo kot svojega naslednika določil tudi sam kralj Karel II. Španski, a je ta pred smrtjo za prestolonaslednika imenoval Filipa Burbonskega, vojvodo Anžujskega. Ta je po Karlovi smrti sprejel oblast, to pa je privedlo do Španske nasledstvene vojne.

#### Španska nasledstvena vojna (1701-1713)
Glavni članek: Španska nasledstvena vojna
Španska nasledstvena vojna je bil mednarodni, a prav tako tudi državni konflikt, ki je nastal po smrti španskega kralja Karla II., ki je umrl brez potomcev. Evropski vladarji so pred kraljevo smrtjo za naslednika v primeru odsotnosti potomcev določili avstrijskega nadvojvodo Karla, španski kralj pa je v svoji oporoki za svojega naslednika določil Filipa Burbonskega, vojvodo Anžujskega. Ko je ta zasedel prestol, so se evropski monarhi zbali neravnovesja sil v Evropi in po svetu ter francoske premoči in so zato podprli avstrijskega nadvojvodo. 
Leta 1713 je bil vojvoda Karel izvoljen za cesarja Svetega rimskega cesarstva. Evropske sile so se ustrašile prevlade Habsburžanov in so s Filipom Burbonskim v Utrechtu podpisale mirovni sporazum. Ta je Filipa Burbonskega priznal kot španskega kralja, v zameno za to pa je Španija izgubila nekaj ozemlja v Evropi in čezmorskih kolonijah. Španska nasledstvena vojna se je začela leta 1701 in trajala 12 let, do podpisa Utrechtske mirovne pogodbe. Naslednje leto je kralj Filip V. zavzel Barcelono in preostale teritorije pod oblastjo zdaj že cesarja Karla, ta pa je leta 1725 priznal Filipa Burbonskega kot legitimnega kralja Španije in s tem dokončno razrešil konflikt.

#### Notranja politika
Kljub osebnim razmeram in njegovi bolezni, ki je pogosto vodila v obdobja demence in nesreče, je bila njegova vladavina zelo uspešna. Imenoval je osebne pomočnike, tajnike, ki so skrbeli za določene sektorje notranje in zunanje politike, kot nekakšne predhodnike današnjih ministrov. Do neke mere je uspel združiti in poenotiti vodilne politične ter vojaške organe in se trudil centralizirati moč v državi. Uvedel je enotne zakone, državo je vodil iz prestolnice, Madrida, uvedel agrarne in drugačne reforme, boril se je proti korupciji in ob koncu svoje vladavine dosegel, da so se prihodki države povečali, ekonomija pa močno izboljšala. 
Kot že njegov dedek Ludvik XIV., francoski kralj, je tudi Filip V. Španski bil zelo naklonjen kulturi in umetnosti. Dal je zgraditi več palač, v katere se je zatekal na lov, kadarkoli je zapadel v depresijo. Prav tako je prenovil in razširil nekaj že obstoječih palač v stilu rokokoja, ki je v Evropi sovpadal z njegovo vladavino. Bil je ustanovitelj Španske kraljeve akademije, ki je skrbela za španski jezik ter drugih organizacij, ki so spodbujale razvoj znanosti in umetnosti.
Filip V. je želel izboljšati tudi šolski sistem zato je njegova vlada uvedla reforme na predvsem visokošolski stopnji izobrazbe. Osnovnošolska izobrazba je zaradi pomanjkanja kvalitetnega učiteljskega kadra ostala v rokah cerkvenih redov, visokošolska izobrazba pa je prešla v roke monarhije, ki je ustanovila in nadzirala tako imenovane »colegios mayores« (v slovenščini »višje šole«).
Filip V. je uvedel veliko reform in velja za razsvetljenega absolutista, a je večina vodenja kraljevine zaradi njegove pogoste depresije bila v rokah njegovih ministrov, vplivnih aristokratov, predvsem Marie Anne de la Tremoille, princese Ursinov in nazadnje Filipove druge žene, Elizabete Farnese, s katero se je poročil leta 1714.
Med njegovo vlado je Filip V. podpiral trgovino s španskimi posesti v Ameriki. Od te atlantske trgovine obstajajo pomembne osebe iz pomorske zgodovine Španije, med katerimi izstopa kormilo Amaro Pargo, ki ga je kralj pogosto izkoriščal za opravljanje svojih vpadov.

#### Zunanja politika
Verjetno najpomembnejši figuri tega obdobja v monarhiji sta bila kraljeva druga žena Elizabeta Farnese in premier Guilio Alberoni, odposlanec dvora iz Parme, ki je uredil poroko med Elizabeto in Filipom. 
Po smrti francoskega kralja, Ludvika XIV., je kot regent na oblast prišel vojvoda Orleanski, Filipov osebni nasprotnik, kar je zamajalo odnose med državama. Elizabeta Farnesi je želela v Italiji 
ustanoviti satelitske kraljevine, v katerih bi vladali njeni sinovi in posledica te želje je bila kršitev mirovnega sporazuma iz Utrechta. Leta 1717 je španska vojska zavzela Sardinijo, leto kasneje pa napadla še Sicilijo, bivši ozemlji, ki jih je španska krona izgubila s podpisom mirovne pogodbe. Zaradi kršitve sporazuma so Velika Britanija, Francija, Republika Nizozemska in avstrijski monarh združili moči proti Španiji.
Leta 1725 sta Karel VI. Habsburški in Filip V. Španski podpisala sporazum o premirju in zavezništvu, v katerem se je Karel VI. odrekel španskemu prestolu, Filip V. pa ozemlju v današnji Italiji in Beneluksu. Velika Britanija je z Utrechtskim sporazumom prevzela oblast nad nekaterimi španskimi čezmorskimi teritoriji, zaradi česar sta bili monarhiji še dolgo tekmici in se bojevali.    

### Zakon in otroci

##### Prvi zakon:
Filip V. Španski se je prvič poročil s svojo sestrično, Mario Luiso Gabrielo Savojsko (17. september 1688 – 14. februar 1714) 2. novembra 1701 in z njo imel štiri otroke. Od teh sta dva umrla v otroštvu, Ludvik I. je umrl po manj kot enem letu vladanja, Ferdinand VI. Španski pa je nasledil svojega očeta in vladal do leta 1759.

##### Drugi zakon:
Drugič se je Filip V. poročil 24. decembra 1714 z Elizabeto Farnese (25. oktober 1692 – 11. julij 1766). Z njo je imel sedem otrok, ki so uživali veliko več pozornosti staršev kakor otroci iz prvega zakona, ki jih je Elizabeta Farnese prezirala in zanemarjala. Od teh sedmih otrok jih je 6 preživelo otroštvo, prvorojenec tega zakona, Karel III. Španski, pa je celo nasledil svojega starejšega brata, Ferdinanda VI. Španskega, na prestolu monarhije.

### Konec vladavine
Proti koncu vladavine Filipa V. Španskega se je njegovo duševno in fizično stanje močno poslabšalo, zaradi česar je njegova žena Elizabeta imela še več oblasti v državi. Filip V. je umrl v noči 9. julija 1746, zaradi možganske kapi.